# Nikołaj Charczenko
Nikołaj Pietrowicz Charczenko, ros. Николай Петрович Харченко (ur. w 1914 r. w stanicy Nowo-Nikołajewskaja w Obwodzie Wojska Dońskiego, zm. ?) – radziecki wojskowy (porucznik), starszy oficer do specjalnych poruczeń w kompanii łączności sztabu Sił Zbrojnych Komitetu Wyzwolenia Narodów Rosji pod koniec II wojny światowej.

## Życiorys
Ukończył szkołę średnią. Pod koniec lat 30. został zmobilizowany do Armii Czerwonej. Ukończył szkołę lotniczą w Jejsku. Od 1941 r. był lotnikiem – instruktorem w 2 Samodzielnym Pułku Myśliwskim. W 1942 r. został zestrzelony podczas walki powietrznej z Niemcami. Przebywał w różnych obozach jenieckich. W 1944 r. podjął kolaborację. Wstąpił do ochotniczych oddziałów przeciwlotniczych, które ochraniały Brumberg. W styczniu 1945 r. szkołę kontrwywiadowczą we wsi Kinwasser pod Hamburgiem. Następnie skierowano go do sztabu Sił Zbrojnych Komitetu Wyzwolenia Narodów Rosji, gdzie objął funkcję starszego oficera do specjalnych poruczeń w kompanii łączności. Pod koniec kwietnia tego roku wraz z pozostałymi wojskowymi oddziałów „własowskich” poddał się Amerykanom. We wrześniu został przekazany Sowietom. W 1946 r. po procesie skazano go na karę 15 lat łagrów. Dalsze jego losy są nieznane.